# Macroconchoecia reticulata
Macroconchoecia reticulata är en kräftdjursart som först beskrevs av G. W. Müller 1906.  Macroconchoecia reticulata ingår i släktet Macroconchoecia och familjen Halocyprididae. Inga underarter finns listade i Catalogue of Life.